# Zwischenfaserbruch

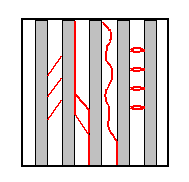
Zwischenfaserbruchformen: Die Brüche werden durch unterschiedliche Beanspruchungen und Beanspruchungsrichtungen hervorgerufen

Unter einem Zwischenfaserbruch (englisch inter-fibre failure; IFF) versteht man ein Versagen (Bruch oder Riss) zwischen den Fasern eines Faser-Kunststoff-Verbundes. Der Zwischenfaserbruch verläuft dabei durch das Matrixmaterial (Kohäsivbruch) und/oder entlang der Faser/Matrix-Grenzfläche (Adhäsivbruch) einer unidirektionalen Schicht (UD-Schicht) und durchtrennt meist die gesamte Einzelschicht in ihrer Dicke; Fasern an sich werden dabei aber nicht durchtrennt, d. h., es gibt keinen Faserbruch. 
Ein Zwischenfaserbruch kann im Mehrschichtenverbund (Laminat) erst an benachbarten Schichten gestoppt werden, wenn diese eine deutlich andere Faserorientierung aufweisen als die versagende Schicht.
Das Auftreten von Zwischenfaserbrüchen wird durch Beanspruchungen initiiert, bei denen die Kräfte über den Matrixwerkstoff bzw. über die Faser/Matrix-Grenzfläche laufen:
- die Querzug-Beanspruchung {\displaystyle \sigma _{\perp }^{(+)}}, häufigster Grund für Zwischenfaserbrüche
- die Querdruck-Beanspruchung {\displaystyle \sigma _{\perp }^{(-)}}
- die Quer-Längs-Schubbeanspruchung {\displaystyle \tau _{\perp \parallel }}
- die Quer-Quer-Schubbeanspruchung {\displaystyle \tau _{\perp \perp }}

Die Rissbildung geht dabei von Fehlstellen aus, die faserparallel in der UD-Schicht verlaufen.
Eine Querdruck-Beanspruchung {\displaystyle \sigma _{\perp }^{(-)}} verursacht ein Abscheren und bei weiterer Druckerhöhung ein Aufsprengen des Mehrschichtenverbundes, was zu einem Totalversagen des Laminats führt. Diese Versagensform ist unter dem Namen Keilbruch bekannt und tritt bevorzugt in dickeren UD-Schichten auf. Um diese Versagensform zu vermeiden, sind die Einzelschichten eines Mehrschichtenverbundes dünn auszuführen.
Der Nachweis, ob die auf einem Laminat wirkende Belastung zu einem Zwischenfaserbruch führt oder nicht, kann durch das Zwischenfaserbruchkriterium nach Puck erbracht werden.